# تشارلز برادلي (كرة سلة)
تشارلز برادلي (بالإنجليزية: Charles Bradley)‏ مواليد 16 مايو 1959 في هافر دي غريس، هو مدرب كرة سلة أمريكي ولاعب سابق. بدأ مسيرته الاحترافية في سنة 1981. تم اختياره من قبل فريق بوسطن سيلتكس خلال الدرافت. يبلغ طوله 6 قدم 5 بوصة (2.0 م). اعتزل اللعب في 1985.

## المسيرة الاحترافية
لعب مع بوسطن سيلتكس من سنة 1981 إلى 1983، ثم لعب مع سياتل سوبرسونيكس في موسم 1983–1984، ثم لعب مع نادي جرانوليريس لكرة السلة في الدوري الإسباني في موسم 1985–86.

## روابط خارجية
- تشارلز برادلي على موقع إن بي أي (الإنجليزية)
- تشارلز برادلي على موقع سبورتس رفرنس (الإنجليزية)
- تشارلز برادلي على موقع كلية كرة السلة في سبورتس رفرنس.كوم (الإنجليزية)
- تشارلز برادلي على موقع ريلجم (الإنجليزية)
- تشارلز برادلي على موقع بروبوليرز (الإنجليزية)
- تشارلز برادلي على موقع كلية كرة السلة في سبورتس رفرنس.كوم (الإنجليزية)